# دايفيد رايت
دايفيد رايت (بالإنجليزية: David Wright)‏ (1 مايو 1980 المملكة المتحدة - ) هو لاعب كرة قدم بريطاني يلعب كمدافع.

## روابط خارجية
- دايفيد رايت على موقع قاعدة بيانات كرة القدم.إي يو (الإنجليزية)
- دايفيد رايت على موقع Soccerbase.com (لاعب) (الإنجليزية)
- دايفيد رايت على موقع Soccerway.com (الإنجليزية)
- دايفيد رايت على موقع عالم كرة القدم.نت (الإنجليزية)